# Vanessa Ciangherotti
Vanessa Ciangherotti (Ciudad de México, 8 de septiembre de 1974) es una actriz de cine, teatro y televisión mexicana, conocida por su trayectoria en melodramas de la empresa TV Azteca. Es descendiente directa de la dinastía Soler en México.

## Carrera artística
Estudio y se formó en el Centro de Formación Actoral de TV Azteca, donde su primera oportunidad en televisión fue en la serie de Cuentos para solitarios interpretando a Katia.
Debuta en el año de 2000 en la telenovela de Todo por amor con el papel de María Robles y al lado de Angélica Aragón y su padre el actor Fernando Luján, además ese mismo año participó en la película de Crónica de un desayuno.
Entre el 2001 al 2009 participó en diversos episodios del unitario de Azteca, Lo que callamos las mujeres.
En 2002 formó parte del elenco de la novela Por ti al lado de Ana de la Reguera y Leonardo García.
En 2006 participa en la película 7 días y en varios capítulos de la serie unitaria de terror Lo que la gente cuenta. 
En 2007 obtiene su primer papel protagónico en la producción de Se busca un hombre como Vanessa al lado de Andrea Noli, Claudia Álvarez y Anette Michel.
En 2010 antagoniza la novela de Profugas del destino al lado de Gabriela Vergara, Andrea Martí y Mayra Rojas. A finales de ese mismo año participa en la película de Rock Mari, interpretando a Lucero.
En 2012 participa en la novela de Amor cautivo al lado de los actores Marimar Vega y Arap Bethke, entre otros más y obtiene otro papel en el largometraje de Diente por diente.
Sus más recientes participaciones en televisión fueron en las bioseries de Hoy voy a cambiar en 2017 y La Guzmán  en 2019 y también en la película de Más sabe el diablo por viejo con el papel de Sonia en 2018.

## Filmografía[6]

### Televisión
- La Guzmán (2019) .... Desiree
- Hoy voy a cambiar (2017) ....
- Amor cautivo (2012) .... Ángela
- Prófugas del destino (2010-2011) .... Cristina "Tina" Varela / Valentina Mansur
- Lo que callamos las mujeres (2001-2009) .... Varios personajes
- Se busca un hombre (2007-2008) .... Vanessa Martell
- Lo que la gente cuenta (2006) .... Varios episodios
- Amor en custodia (2005) .... Milagros Ledezma
- Por tí (2002) .... Paola de Cortés
- Todo por amor (2000-2001) .... María Robles
- Cuentos para solitarios (1999) .... Katia

### Cine
- Más sabe el diablo por viejo (2018) .... Sonia
- Diente por diente (2013) .... Vicky
- Rock Mari (2010) .... Lucero
- Secretos de familia (2009) .... Paulina
- 7 días (2005) .... Roberta
- Crónicas de un desayuno (2000) .... Lupita
- Parejas (1996) ....
- Paty Chula - Corto (1991)